# بريق حرج

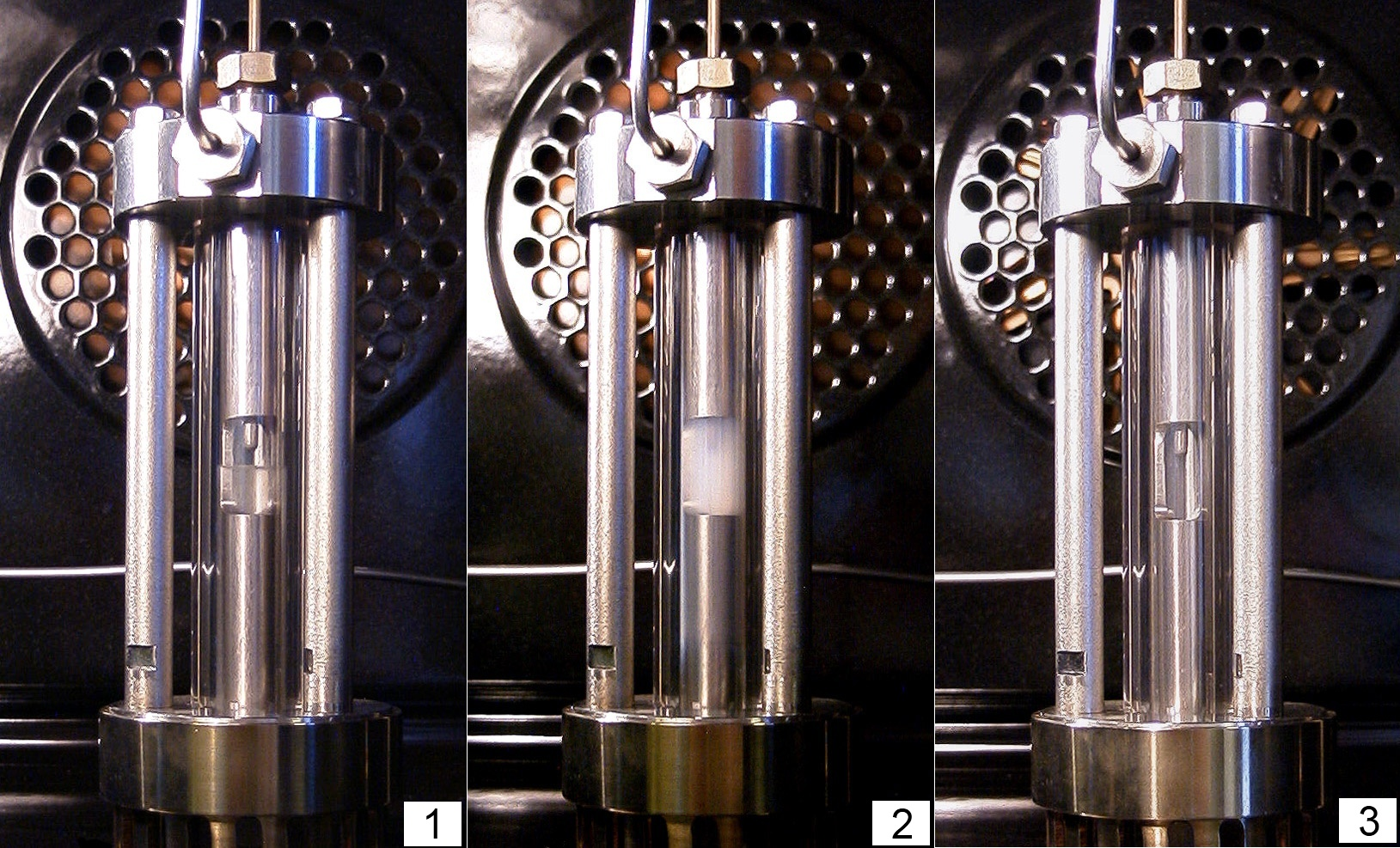
قياس درجة الحرارة الحرجة للإيثان؛ بريق حرج.

البريق الحرج (بالإنجليزية: Critical opalescence) هو ظاهرة تنشأ في منطقة انتقال طور مستمر أو من الدرجة الثانية. تم الإبلاغ عنها في الأصل من قبل شارل كانيارد دي لا تور في عام 1823 في مزيج من الكحول والماء، وقد أدرك توماس أندروز أهميتها في عام 1869 بعد تجاربه على انتقال الغاز السائل في ثنائي أكسيد الكربون، وقد تم اكتشاف العديد من الأمثلة الأخرى منذ ذلك الحين. تظهر هذه الظاهرة بشكل شائع في مخاليط السوائل الثنائية، مثل الميثانول والسيكلوهكسان. مع اقتراب النقطة الحرجة، تبدأ أحجام الغاز والمنطقة السائلة في التقلب على نطاقات الطول الكبيرة بشكل متزايد (طول الارتباط لتباعد السائل). نظرًا لأن تقلبات الكثافة تصبح بحجم مماثل للطول الموجي للضوء، فإن الضوء يتبعثر ويؤدي إلى ظهور السائل الشفاف عادة. بصراحة، لا يتضاءل البريق مع اقتراب المرء من النقطة الحرجة، حيث يمكن أن تصل التقلبات الأكبر إلى نسب سنتيمترات، مما يؤكد الأهمية المادية للتقلبات الأصغر.
في عام 1908 أصبح الفيزيائي البولندي ماريان سمولوتشوفسكي أول من يعزو ظاهرة البريق الحرج إلى تقلبات الكثافة الكبيرة. في عام 1910، أظهر ألبرت أينشتاين أن الارتباط بين البريق الحرج وتبعثر رايلي هو ارتباط كمي.